# Hmid Dhib
Hmid Dhib, né le 20 novembre 1932 à Tunis et mort le 15 novembre 2009, est un joueur et entraîneur de football tunisien. Il a évolué en Tunisie mais aussi en Libye, en Arabie saoudite et aux Émirats arabes unis.

## Biographie
Il s'attache vite à l'équipe de son quartier, En-Najah Sports, dont il devient avec ses frères Hattab (futur acteur) et Abdellatif (handballeur) des éléments de base. Mais, alors que le club éprouve des difficultés à subsister, il est contraint de s'inscrire ailleurs. Minime à En-Najah Sports, il passe au Stade tunisien en catégorie cadet puis au Club africain en catégorie junior puis senior, où il joue comme défenseur de 1956 à 1958.
Entre-temps, il est l'un des pionniers du handball puisqu'il participe avec son frère Abdellatif à la première compétition de handball en 1953-1954 au sein d'En-Najah Sports ; il est par ailleurs élu membre de la Fédération tunisienne de handball en 1957-1958, parallèlement à ses fonctions de secrétaire général d'En-Najah Sports, que préside alors le journaliste Raouf Ben Ali, et d'entraîneur de son équipe de football.
En 1960, il est radié à vie et cède l'équipe à Hédi Feddou. Il en profite pour étudier la kinésithérapie en France. Gracié, il reprend son poste en 1962 au sein du club, devenu le Club olympique des transports, et intègre en même temps le staff de l'équipe nationale comme adjoint de l'entraîneur national, soigneur, entraîneur des espoirs, etc. Il mène son équipe à l'accession en 1965 et obtient en tant que lauréat le diplôme de second degré qui lui permet d'entraîner les meilleures équipes du pays.

## Entraîneur
| - 1956-1960 : En-Najah Sports - 1962-1965 : Club olympique des transports - 1965-1966 : Avenir sportif de La Marsa - 1966-1967 : Équipe de Tunisie espoirs - 1967-1968 : Club africain | - 1968-1973 : Club olympique des transports - 1973-1976 : Espérance sportive de Tunis - 1976-1979 : actif aux Émirats arabes unis et en Arabie saoudite - 1979-1980 : Équipe de Tunisie de football - 1980-1981 : actif aux Émirats arabes unis et en Arabie saoudite | - 1981-1982 : Espérance sportive de Tunis - 1982-1985 : Club olympique des transports - 1985-1986 : Jeunesse sportive kairouanaise - 1986-1990 : actif en Libye - 1990-1991 : Club sportif de Hammam Lif |